# Planetella alexanderi
Planetella alexanderi är en tvåvingeart som först beskrevs av Ephraim Porter Felt 1921.  Planetella alexanderi ingår i släktet Planetella och familjen gallmyggor. Inga underarter finns listade i Catalogue of Life.